# Bettina Warnecke
Bettina Warnecke (* 1974 in Kiel) ist eine deutsche Kommunalpolitikerin (CDU) und Juristin. Seit 21. Oktober 2015 ist sie Bürgermeisterin von Haan (Nordrhein-Westfalen).

## Leben

### Ausbildung
Warnecke schloss ihre Schulzeit 1993 mit dem Abitur ab. Von 1993 bis 1998 studierte sie an den Universitäten Hamburg und Konstanz Rechtswissenschaften mit dem Schwerpunkt Kommunal- und Beamtenrecht. Nach dem 1. juristischen Staatsexamen legte sie 1999 ein Auslandsjahr an der Universität Stellenbosch in Südafrika ein. Von 2000 bis 2002 absolvierte sie das Referendariat im Landgerichtsbezirk Kiel und schloss die Juristenausbildung mit dem zweiten juristischen Staatsexamen ab. Von 2002 bis 2005 promovierte Warnecke an der Deutschen Hochschule für Verwaltungswissenschaften Speyer und erwarb den Doktor in Verwaltungswissenschaften mit einer rechtsvergleichenden Arbeit zwischen Deutschland und Südafrika zu Thema „Vorrangregelungen für Frauen im öffentlichen Dienst“.

### Beruflicher Werdegang
Von 1998 bis 2003 sammelte Warnecke Erfahrungen in einer Hamburger Unternehmensberatung bei der Beratung von Behörden. Von 2003 bis 2015 war sie Führungskraft bei der Bundeswehr und durchlief dort als Verwaltungsjuristin zahlreiche Stationen: Kreiswehrersatzamt Koblenz, Pressesprecherin und Leiterin des Stabselementes Presse- und Öffentlichkeitsarbeit in der Wehrbereichsverwaltung West in Düsseldorf, Chefredakteurin und Leiterin des Bereichs Öffentlichkeitsarbeit und Mitarbeiterinformation im Presse- und Informationszentrum Personal im Bundesamt für das Personalmanagement der Bundeswehr in Köln.

### Politischer Werdegang
Die CDU Haan stellte Warnecke, die selbst parteilos war, im April 2015 als Kandidatin für das Bürgermeisteramt auf und sie erreichte im ersten Wahlgang mit 33,2 Prozent die meisten Stimmen vor dem parteilosen damaligen Amtsinhaber Knut vom Bovert mit 27 Prozent. Daraufhin wurde Warnecke bei der Stichwahl am 27. September 2015 zur Bürgermeisterin der Stadt Haan gewählt. Sie erhielt 59,8 % der Stimmen und setzte sich damit gegen vom Bovert durch. Im April 2020 wurde sie im Rahmen einer Direktwahl erneut für fünf Jahre wiedergewählt.
Als Bürgermeisterin nimmt Warnecke folgende Mandate wahr:
- Mitglied des Aufsichtsrates der Stadtwerke Haan
- Mitglied im Stiftungsrat der Bürgerstiftung für Haan und Gruiten
- Mitglied des Kuratoriums der Kultur- und Sozial-Stiftung der Stadt-Sparkasse Haan (Rheinl.)
- Stellvertretendes Mitglied des Vorstandes des Bergisch-Rheinischen Wasserverbandes
- Mitglied der Verbandsversammlung der Volkshochschule Hilden-Haan

Im Sommer 2024 trat Warnecke der CDU bei und wurde im März 2025 von einer Kreisvertreterversammlung der Partei mit 96 % der Stimmen als Kandidatin für das Amt des Landrats des Kreises Mettmann bei den Kommunalwahlen 2025 nominiert.

### Privates
Warnecke ist verheiratet und hat drei Söhne.

## Veröffentlichungen
- Vorrangregelungen für Frauen im öffentlichen Dienst: eine rechtsvergleichende Arbeit zwischen Deutschland und Südafrika. Dissertation, zugelassen an der Deutschen Hochschule für Verwaltungswissenschaften Speyer. Berlin 2005, ISBN 978-3-89825-967-5.